# Афонсо, Лео
Леонардо Фругис Афонсо (порт. Leonardo Frugis Afonso, более известный, как Лео Афонсо порт. Leo Afonso; род. 13 июля 2001, Сан-Паулу) — бразильский футболист, нападающий клуба «Интер Майами».
Афонсо родился в Бразилии, но в юном возрасте переехал в США.

## Клубная карьера
Лопес — воспитанник клубов «Бока Юнайтед», «Филадельфия Юнион» и «Интер Майами». Во время обучения в Виргинском университет, Лео выступал за футбольную команду колледжа. На протяжении трех сезонов он был одним из лучших бомбардиров. В 2024 году игрок был выбран на драфте «Интером Майами». В марте в поединке против дублёров «Нью-Йорк Сити» Афонсо дебютировал за резервный состав в MLS Next Pro. 23 марта в матче против «Нью-Йорк Ред Буллз» он дебютировал в MLS за основной состав. 7 апреля в поединке против «Колорадо Рэпидз» Лео забил свой первый гол за «Интер Майами».

## Достижения
Клубные
 «Интер Майами»
- Победитель Supporters’ Shield — 2024